# Eva Eras
Eva Eras (* 3. September 1907 in Sayda; † 19. Juli 1978 in Berlin-Wilmersdorf; verh. Eva Eras-Giretti) war eine deutsche Schauspielerin und Synchronsprecherin.

## Leben
Eva Eras spielte 1933 neben Heinz Rühmann in der Filmkomödie Es gibt nur eine Liebe. Weitere Filmauftritte sind jedoch nicht bekannt. In den 1940er Jahren gehörte sie zum Ensemble der Komödie Dresden. Sie war zudem auf Theaterbühnen in Berlin, Bremen, Leipzig und Prag zu sehen. Nach dem Zweiten Weltkrieg trat sie vor allem in Berlin auf, so auch 1953 am Hebbel-Theater unter der Regie von Walther Suessenguth in Defraudanten, einem Stück von Alfred Polgar.
Ab 1949 kam sie regelmäßig auch als Synchronsprecherin zum Einsatz. Besonders häufig lieh sie Anna Magnani ihre Stimme, so zum Beispiel in Die tätowierte Rose, Wild ist der Wind und Der Mann in der Schlangenhaut. Auch Joan Crawford wurde von Eras mehrfach synchronisiert, etwa in Humoreske, Hemmungslose Liebe und Solange ein Herz schlägt. Als deutsche Stimme von Bette Davis war sie in Die jungfräuliche Königin, Alles über Eva und Wiegenlied für eine Leiche zu hören. Abonniert auf starke Frauen, synchronisierte sie zudem Marlene Dietrich in Engel der Gejagten. Ihre letzten Synchronarbeiten stammen aus den 1960er Jahren.
Eras Ehemann war der italienische Diplomat Luciano Giretti, der während des Zweiten Weltkriegs als Botschafter in Berlin tätig war. Sie starb im Alter von 70 Jahren in Berlin.  

## Synchronarbeiten (Auswahl)
Anna Magnani
- 1947: Die Gezeichnete (Assunta Spina) – als Assunta Spina
- 1951: Bellissima – als Maddalena
- 1952: Die goldene Karosse (La carrozza d’oro) – als Camilla
- 1955: Die tätowierte Rose (The Rose Tattoo) – als Serafina Delle Rose
- 1957: Wild ist der Wind (Wild Is the Wind) – als Gioia
- 1960: Der Mann in der Schlangenhaut (The Fugitive Kind) – als Lady Torrance
- 1960: Dieb aus Leidenschaft (Risate di gioia) – als Tortorella

Joan Crawford
- 1941: Die Frau mit der Narbe (A Woman’s Face) – als Anna Holm
- 1945: Solange ein Herz schlägt (Mildred Pierce) – als Mildred Pierce (1. Synchronfassung)
- 1946: Humoreske (Humoresque) – als Mrs. Helen Wright (1. Synchronfassung)
- 1947: Hemmungslose Liebe (Possessed) – als Louise Howell (1. Synchronfassung)
- 1950: Die Lügnerin (Harriet Craig) – als Harriett Craig

Bette Davis
- 1939: Günstling einer Königin (The Private Lives of Elizabeth and Essex) – als Königin Elizabeth I. (1. Synchronfassung)
- 1950: Alles über Eva (All About Eve) – als Margo Channing
- 1951: Die Ehrgeizige (Payment on Demand) – als Nora Ramsey
- 1955: Die jungfräuliche Königin (The Virgin Queen) – als Königin Elizabeth I.
- 1964: Wiegenlied für eine Leiche (Hush … Hush, Sweet Charlotte) – als Charlotte Hollis

Eve Arden
- 1947: Lied des Orients (Song of Scheherazade) – als Madame de Talavera
- 1947: Venus macht Seitensprünge (One Touch of Venus) – als Molly Grant
- 1949: Mein Traum bist Du (My Dream Is Yours) – als Vivian Martin

Weitere
- 1945: Eine Lady mit Vergangenheit (Kitty) – Constance Collier als Lady Susan Dewitt
- 1952: Engel der Gejagten (Rancho Notorious) – Marlene Dietrich als Altar Keane
- 1952: Die Legion der Verdammten (Les Miserables) – Sylvia Sidney als Fantine
- 1955: Der gläserne Pantoffel (The Glass Slipper) – Elsa Lanchester als Witwe Sonder
- 1958: Die tolle Tante (Auntie Mame) – Rosalind Russell als Mame Dennis
- 1964: Der Millionenschatz (The Moon-Spinners) – Pola Negri als Madame Habib
- 1964: My Fair Lady – Mona Washbourne als Mrs. Pearce
- 1964: Fanny Hill – Miriam Hopkins als Mrs. Brown